# Maschalodesme
Maschalodesme är ett släkte av måreväxter. Maschalodesme ingår i familjen måreväxter.
Kladogram enligt Catalogue of Life:
| Maschalodesme | \| \| Maschalodesme arborea \| \| \| \| \| \| Maschalodesme versteegii \| \| \| \| |
|               | \| \| Maschalodesme arborea \| \| \| \| \| \| Maschalodesme versteegii \| \| \| \| |
|               | Maschalodesme arborea                                                              |
|               |                                                                                    |
|               | Maschalodesme versteegii                                                           |
|               |                                                                                    |